# Yusuf Dikeç
Yusuf Dikeç (n. 1 ianuarie 1973, Göksun⁠(d), Provincia Kahramanmaraș, Turcia) este un trăgător de tir ce a reprezentat Turcia, medaliat olimpic. A participat la 5 ediții ale Jocurilor Olimpice (2008, 2012, 2016, 2020, 2024) în care a câștigat o medalie de argint.